# Iskandar (Qara Qoyunlu)
Pour les articles homonymes, voir Iskandar.
Iskandar (Qara Qoyunlu) (mort en 1438) souverain de la confédération des Turkmènes Moutons Noirs ou Qara Qoyunlu (Kara Koyunlu) de 1421 à 1428 et de 1430 à 1434.

## Biographie
Après la mort de Kara Youssouf en décembre 1419, ses quatre fils : Ispand, Iskandar, Jahan Shah et Abu Sa'id se disputent sa succession. 
La tribu Sa'dlu, l'un des principaux sous clans des Qara Qoyunlu, se déclare pour Ispand qui devient alors le nouveau chef de la confrérie. Abu Sa'id doit s’enfuir et Jahan Shah se réfugier à Bagdad. 
Ispand et son dernier frère Iskander doivent s'unir dans un premier temps pour lutter et vaincre à Mardin en avril 1421 le rival  Qara Yülük des Aq Qoyunlu qui envahissaient l'ouest de leur territoire.
Le timouride Shah Rukh met à profit les divisions et la faiblesse des  Qara Qoyunlu pour tenter de reconstituer son empire. Il  franchit l’Araxe et écrase les forces d’Iskander et d’Ispand lors d'une bataille de trois jours à Yahsi dans la plaine d'Alashgird les 30-31 juillet et 1er août 1421.
Shah Rukh réoccupe et soumet l' Azerbaïdjan et l'Arménie mais il doit se retirer au Khorassan et Ispand revient rapidement  Tabriz. Iskander l'attaque à son tour prend la ville et devient le chef des  Qara Qoyunlu. 
En 1428, Shah Rukh revient une nouvelle fois et occupé Tabriz où il installe Abu Sa'id comme vassal. Toutefois, une nouvelle fois  Iskandar réoccupe le pays deux ans plus tard et Abou Sa'id est exécuté (1430).
En  1434, Shah Rukh effectue une troisième expédition, il met de nouveau en fuite Iskandar mai au lieu d’installer un vice-roi Timouride en Azerbaïdjan il investit du gouvernement le propre frère d‘Iskandar Jahan Shah. 
Iskandar marcha sur Tabriz, mais il est battu par Jahan Shah à Sufiyan au nord de la ville, après avoir été abandonné par  certains de ses émirs. Il prend la fuite et se réfugie dans la forteresse d’Alincak.    Jahan Shah  investit le château, et en 1438 pendant le siège Iskander est assassiné par son propre fils, Shah Kobad.
Jahan Shah demeure le seul maître.